# خايمي فرنانديز (ممثل)
خايمي فرنانديز (بالإسبانية: Jaime Fernández)‏ هو ممثل مكسيكي، ولد في 6 ديسمبر 1937 في المكسيك، وتوفي في 16 أبريل 2005 بمدينة مكسيكو في المكسيك بسبب نوبة قلبية.

## وصلات خارجية
- خايمي فرنانديز على موقع IMDb (الإنجليزية)
- خايمي فرنانديز على موقع قاعدة بيانات الفيلم (الإنجليزية)